# Парк імені Володимира Правика (Ірпінь)
Міський парк відпочинку імені Володимира Правика — парк на перетині вулиць Садової та Соборної у місті Ірпінь. Названий на честь героя-ліквідатора аварії на Чорнобильській АЕС Володимира Правика.
Площа парку — 3,83 га. Північною межею парку є вулиця Матвія Донцова, південною — вулиця Садова, зі сходу — вулиця Академіка Заріфи Алієвої, з заходу — вулиця Соборна.

## Історія
Парк заснований на початку 1980-х років. В 2014 році розпочалась його реконструкція і вже 19 грудня 2014 року відбулося відкриття оновленого парку культури та відпочинку, котрий давно потребував впорядкування. В парку зрізали 37 аварійних та сухих дерев, 690 — очищено від сухих гілок, вивезено понад 170 вантажівок сміття.
Наприкінці 80-х років минулого століття в парку було встановлено пам'ятник лейтенантові Володимиру Правику, який був одним з учасників ліквідації аварії на Чорнобильській атомній електростанції.

## Розваги та культурно-масові заходи

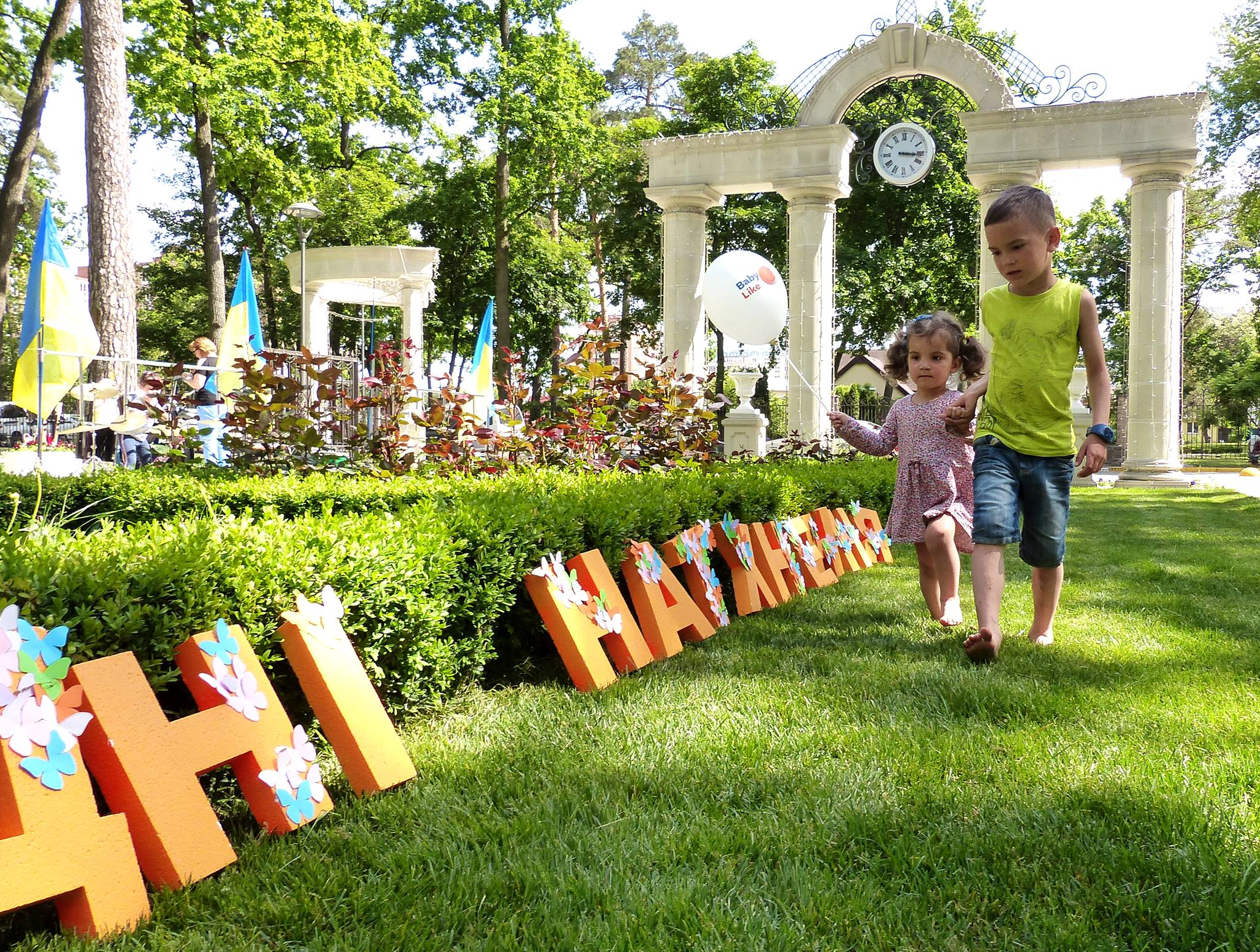
Парк Правика влітку

В парку прокладено пішохідні та велосипедні доріжки, встановлено вхідну конструкцію, збудовано дитячий та спортивний (для воркауту) майданчики, облаштовано зони відпочинку, висаджені нові дерева, кущі, квіти.
В парку проводяться творчі, спортивні, розважальні програми. Систематично тут проводяться спортивні заняття, тренінги, конкурси, художні виступи, сімейні фестивалі тощо. Парк імені Володимира Правика обирають як знімальний майданчик фільмів та серіалів: в парку знімали епізоди серіалу «Слуга Народу».

## Охорона парку
В рамках міської програми «Безпечне місто» на території парку ім. В. Правика за порядком та безпекою стежать працівники комунального підприємства «Муніципальна варта».